# Fjaltring Kirke
Fjaltring Kirke er en kirke lidt vest for landsbyen Fjaltring. Byggeriet blev påbegyndt i 1100-tallet, tårnet (der tidligere havde et skråt tag) blev dog først bygget i ca. 1500. I slutningen af 1600-tallet blev spir og korsarm tilføjet. Dåbsfadet (med motiver af Mariæ Bebudelse) stammer fra slutningen af 1500-tallet. Prædikestolen blev udsmykket omkring 1600, mens alteret er fra 1450.